# Pomeroy (Iowa)
Pomeroy ist eine Kleinstadt (mit dem Status „City“) im Calhoun County im US-amerikanischen Bundesstaat Iowa. Das U.S. Census Bureau hat bei der Volkszählung 2020 eine Einwohnerzahl von 526 ermittelt.

## Geografie
Pomeroy liegt im nordwestlichen Zentrum Iowas. Der am Missouri gelegene Schnittpunkt der drei Bundesstaaten Iowa, Nebraska und South Dakota liegt rund 160 km westlich von Pomeroy. Die Grenze zu Minnesota verläuft rund 110 km nördlich der Stadt.
Die geografischen Koordinaten von Pomeroy sind 42°33′04″ nördlicher Breite und 94°41′02″ westlicher Länge. Die Stadt erstreckt sich über eine Fläche von 5,28 km² und erstreckt sich über die Butler Township sowie die Sherman Township.
Nachbarorte von Pomeroy sind Pocahontas (22,1 km nördlich), Palmer (16,3 km nordöstlich), Manson (14,7 km ostsüdöstlich), Twin Lakes (11,7 km südsüdöstlich), Rockwell City (21 km in der gleichen Richtung), Jolley (10,9 km südsüdwestlich), Knoke (10,3 km südwestlich) und Fonda (16,4 km westnordwestlich).
Die nächstgelegenen größeren Städte sind die Twin Cities in Minnesota (Minneapolis und Saint Paul) (382 km nordnordöstlich), Rochester in Minnesota (328 km nordöstlich), Cedar Rapids (291 km ostsüdöstlich), Iowas Hauptstadt Des Moines (186 km südöstlich), Kansas City in Missouri (430 km südlich), Nebraskas größte Stadt Omaha (230 km südwestlich), Sioux City (153 km westlich) und South Dakotas größte Stadt Sioux Falls (264 km nordwestlich).

## Verkehr
In Pomeroy treffen die Iowa State Highways 4 und 7 zusammen. Alle weiteren Straßen sind untergeordnete Landstraßen, teils unbefestigte Fahrwege sowie innerörtliche Verbindungsstraßen.
Von Westnordwest nach Ostsüdost führt eine Eisenbahnlinie für den Frachtverkehr der Canadian National Railway (CN) durch das Stadtgebiet von Pomeroy.
Der nächste Flughafen ist der 192 km südöstlich gelegene Des Moines International Airport.

## Bevölkerung
Nach der Volkszählung im Jahr 2010 lebten in Pomeroy 662 Menschen in 280 Haushalten. Die Bevölkerungsdichte betrug 125,4 Einwohner pro Quadratkilometer. In den 280 Haushalten lebten statistisch je 2,25 Personen.
Ethnisch betrachtet setzte sich die Bevölkerung zusammen aus 96,8 Prozent Weißen, 0,5 Prozent Afroamerikanern, 1,1 Prozent amerikanischen Ureinwohnern, 0,3 Prozent Asiaten sowie 0,9 Prozent aus anderen ethnischen Gruppen; 0,5 Prozent stammten von zwei oder mehr Ethnien ab. Unabhängig von der ethnischen Zugehörigkeit waren 3,2 Prozent der Bevölkerung spanischer oder lateinamerikanischer Abstammung.
21,5 Prozent der Bevölkerung waren unter 18 Jahre alt, 50,1 Prozent waren zwischen 18 und 64 und 28,4 Prozent waren 65 Jahre oder älter. 52,7 Prozent der Bevölkerung waren weiblich.
Das mittlere jährliche Einkommen eines Haushalts lag bei 36.136 USD. Das Pro-Kopf-Einkommen betrug 19.498 USD. 22,0 Prozent der Einwohner lebten unterhalb der Armutsgrenze.